# محاذ ملی اسلامی افغانستان

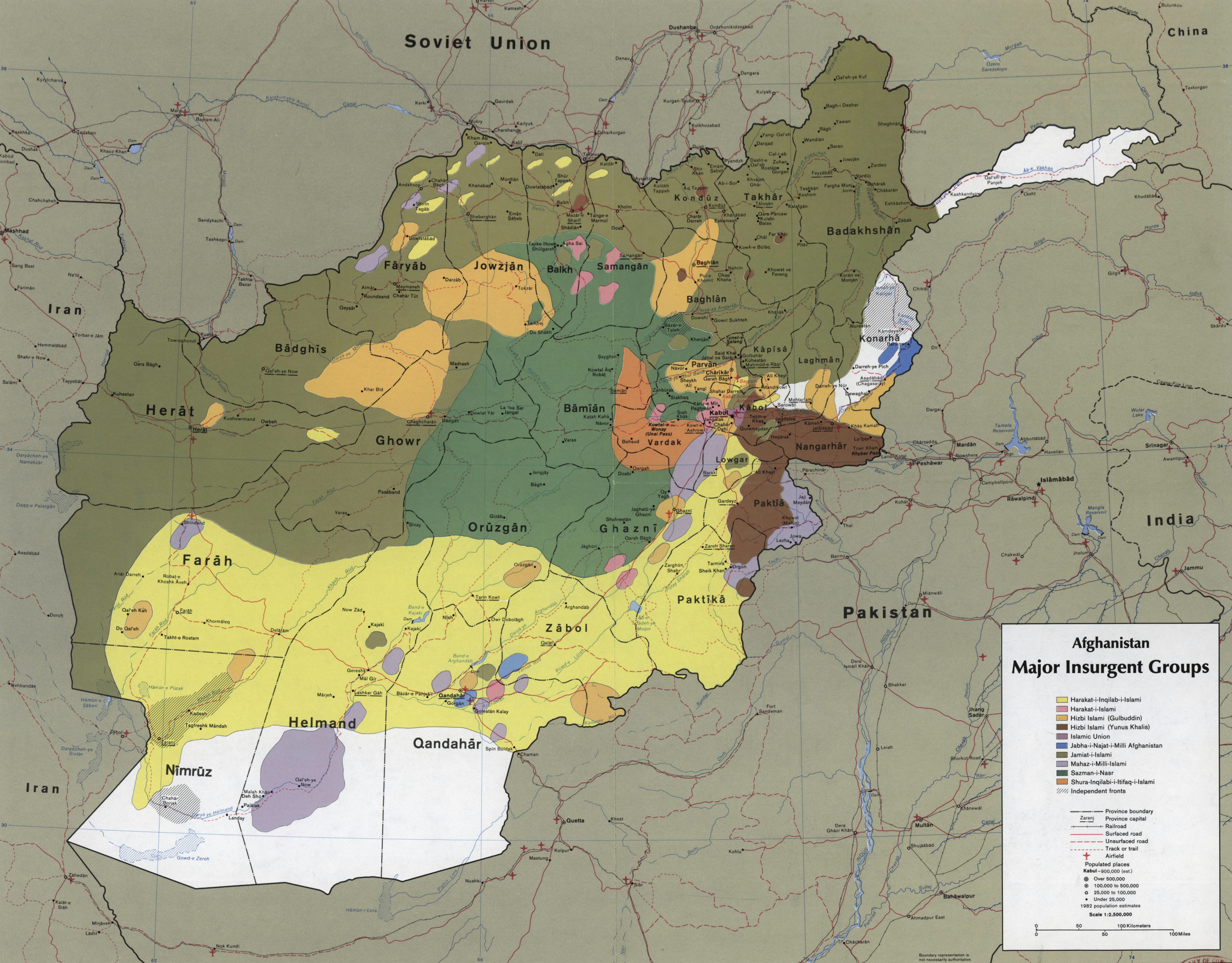
مجاهدین افغان در سال ۱۳۶۴. بنفش: پایگاه‌های اصلی محاذ ملی

محاذ ملی اسلامی افغانستان یک حزب سیاسی در افغانستان است که در سال ۱۳۵۷ در پاکستان به رهبری پیر سید احمد گیلانی تأسیس شد. این سازمان سیاسی-نظامی پس از به قدرت رسیدن حزب دمکراتیک خلق در افغانستان و برقراری یک حکومت کمونیستی متحد شوروی در این کشور بنیان‌گذاری شد.
محاذ ملی اسلامی افغانستان که معمولاً به طور خلاصه محاذ (به معنی جبهه) خوانده می‌شود بیشتر شامل پشتون‌های افغانستان و پیروان طریقت صوفیه قادریه می‌شد که به داشتن دیدگاه‌های اسلام‌گرایانهٔ میانه‌رو معروف بودند. محاذ یکی از گروه‌های مهم مجاهدین افغان بود که در دهه ۱۹۸۰ به جنگ با نیروهای شوروی در افغانستان پرداختند و یکی از هفت حزب مجاهدین بود که در سال ۱۹۸۵ در شهر پیشاور با یکدیگر برای سرنگونی حکومت کمونیستی افغانستان ائتلاف کردند.
محاذ پس از به قدرت رسیدن طالبان نیز با حکومت آنان به مخالفت پرداخته و وارد ائتلاف شمال شدند. این حزب و رهبر آن پیر احمد گیلانی در دوران حکومت حامد کرزی از حامیان وی محسوب می‌شدند و در انتخابات ریاست‌جمهوری ۱۳۹۳ افغانستان از اشرف غنی احمدزی حمایت کردند. گیلانی از زمان تأسیس این حزب تاکنون رهبری آن را بر عهده داشته است. عبدالرحیم وردک از دیگر اعضای شاخص محاذ ملی و از سیاست‌مداران بانفوذ افغان است که پس از پیروزی مجاهدین به عنوان وزیر دفاع دولت برهان‌الدین ربانی منصوب شد و بین سال‌های ۲۰۰۴ تا ۲۰۱۲ وزیر دفاع افغانستان بود.